# ISW12HT
HTC EVO 3D ISW12HT（エイチティーシー イーヴォ スリーディー アイエス ダブリュー イチニー エイチティー）は、台・HTC（輸入元・HTC NIPPON）によって開発された、auブランドを展開するKDDIおよび沖縄セルラー電話のISシリーズのストレート型スマートフォンである。通信方式は、CDMA 1X WIN（CDMA2000 1xMC／1xEV-DO Rev.A）、および+WiMAX（モバイルWiMAX、IEEE 802.16e-2005）に対応する。

## 概要
ISW11HTの後継にあたり、製造型番はHTI12（エイチティーアイ イチニ）で、HTC EVO 3Dの日本ローカライズモデルにあたる。ISW11HTと違う点はディスプレイが3Dの表示に対応し、カメラも3Dの動画・静止画の撮影が出来る。さらにEZwebアドレスでのEメール送信に関しても、本端末は発売時点より対応している。CPUはクアルコム社製のSnapdragon S3（MSM8660・1.2GHz デュアルコア）が搭載されている。
この機種もISW11HT（HTI11）、およびモトローラ・モビリティ製のISW11M（MOI11）と同じく、au ICカードに対応しないため、持ち込みでの機種変更ではauショップでの手続きが必要である。
HDMI出力はMicroUSB端子にMHL変換アダプターを取り付けて使用する。
モバイルWiMAXは2011年12月28日から64QAMにより上り最大15.4Mbpsの通信を開始したが、本機種は対応しない。

## 歴史
- 2011年（平成23年）9月26日 - KDDI、およびHTC NIPPONより公式発表。
- 同年10月7日 - 全国一斉発売および、アプリケーションなどをインストールした際のセキュリティー強化のアップデートを提供開始[5]。
- 2012年（平成24年）1月中旬 - かんたんメニューに対応。
- 同年9月26日 - Android 4.0.3へのOSアップデートを実施[6]。

## プリインストールアプリ
- Skype
- jibe
- KDDI Eメール
- FMラジオ
- FrendStream
- FootPrints
- Peep
- Quickoffice
- Google Talk
- Teeter

## 主な機能・サービス
※PC向けWebブラウザが標準装備されている。携帯向けサイト(EZWeb)は他のスマートフォンやPCと同じく閲覧不可。
| 主な機能・対応サービス                                                  | 主な機能・対応サービス                    | 主な機能・対応サービス              | 主な機能・対応サービス                                             |
| ----------------------------------------------------------------------- | ----------------------------------------- | ----------------------------------- | ------------------------------------------------------------------ |
| Webブラウザ                                                             | LISMO! for Android LISMO WAVE             | おサイフケータイ                    | ワンセグ                                                           |
| au one メール PCメール Gmail EZwebメール                                | デコレーションメール デコレーションアニメ | Skype au                            | PCドキュメント                                                     |
| au Smart Sports Run & Walk Karada Manager ゴルフ(web版) Fitness、歩数計 | GPS                                       | au oneナビウォーク au one助手席ナビ | au one ニュースEX au one GREE                                      |
| じぶん銀行                                                              | 緊急地震速報 かんたんメニュー             | Bluetooth                           | 無線LAN機能 (Wi-Fi) テザリング (Wi-Fi・USB) +WiMAX (モバイルWiMAX) |
| 赤外線通信 (IrSimple)                                                   | WIN HIGH SPEED                            | グローバルパスポート (CDMA)         | auフェムトセル                                                     |
| microSD microSDHC                                                       | モーションセンサー(6軸)                   | 防水                                | 簡易留守録 着信拒否設定                                            |

- 安心セキュリティパックは、ウイルスバスターモバイル for auのみ対応